# Christian Thomasius
Christian Thomasius, född 1 januari 1655 i Leipzig, död 23 september 1728 i Halle, var en tysk upplysningsfilosof och naturrättsteoretiker, som deltog i att grunda universitetet i Halle och var den förste akademikern som skrev och undervisade på tyska i stället för på latin.
Han var förfader till Gottfried Thomasius.

## Biografi
Christian Thomasius fick sin första utbildning av sin far Jakob Thomasius (1622-1684), som var föreståndare för Thomasschule i Leipzig. Genom fadern blev han tidigt förtrogen med Samuel von Pufendorfs och Hugo Grotius läror, och fortsatte sedan sina studier i detta vid universitetet i Frankfurt an der Oder. 
Han blev juris doktor i Frankfurt 1678, professor i naturrätt där 1684, och höll föreläsningar sedan 1688 i Leipzig. På grund av sina oortodoxa åsikter, bland annat om att tillåta äktenskap mellan kalvinister och lutheraner, tvingades han fly från Leipzig, och hjälptes av Fredrik I av Preussen till Halle 1690, där han deltog i att grunda stadens universitetet. 1694 blev han professor i juridik vid Halle, och senare dess rektor. 
Thomasius utgav de första  vetenskapliga tidskrifterna på tyska språket, Scherzhafte und ernsthafte, vernüftige und einfältige Gedanken über allerhand lustige und nutzliche Bücher und Fragen.

## Filosofi
Thomasius är en av föregångsmännen för den tyska upplysningen och gjorde sig bemärkt i den tyska kulturhistorien genom sina aktioner mot häxförföljelserna och tortyren och för vetenskapens och trons frihet. Han såg vetenskapens huvuduppgift i att skingra vidskepelsen och sprida upplysning samt var den förste som vid ett tyskt universitet höll föreläsningar på modersmålet (första gången 1688), liksom han också genom sina skrifter som han författade på tyska bröt väg för en tysk filosofisk terminologi. 
Innehållet i sin filosofi hämtade han från det vardagliga förnuftet, i ett slags common sense-filosofi, varmed han blev en hätsk motståndare till skolastiken. I sina religiösa åsikter närmade han sig mysticismen och pietismen. Som naturrättsteoretiker är han påverkad av Grotius och Pufendorf: rätten är ett villkor för människans lycka i samhällslivet, och naturrätten har Gud skrivit i människans hjärta. Han företrädde i statsläran erastianism